# Lamina A/C
La lamina A/C és un dels principals components de la làmina nuclear, tot i que també es troba distribuïda pel nucleoplasma en menor concentració. També és anomenada proteïna de filament per la seva funció estructural i de sostentació de la paret nuclear. Està codificada pel gen LMNA i pertany a la família de proteïnes lamines. Aquesta proteïna és important per l'estructura i estabilitat del nucli cel·lular (el qual regula el moviment de les molècules que surten i entren al nucli) i participa en diverses funcions nuclears: l'organització de la cromatina, la regulació de l'expressió d'alguns gens, la transcripció i la replicació i reparació del DNA.
La lamina A i la lamina C, al estar sintetitzades a partir d'splicing alternatiu del mateix gen, tenen una seqüència pràcticament idèntica d'aminoàcids, i una forma i funció molt similars. Aleshores, podem dir que la lamina A i C són idèntiques al llarg dels 566 primers aminoàcids, tanmateix la lamina C manca de 98 aminoàcids a l'extrem carboxil terminal que sí es troben presents a la prelamina A. A més a més, la lamina C posseeix una seqüència única de sis aminoàcids, localitzada al seu extrem carboxil (de manera que la lamina A és 92 aminoàcids més llarga que la lamina C). Una altra important diferència, però, és l'absència en la lamina C de la regió CAAX box, la qual és modificada per un procés denominat farnesilació (unió d'una molècula anomenada farnesil), que té un paper fonamental en l'ancoratge de les lamines a la membrana nuclear interna.

## Localització cel·lular
L'embolcall nuclear està format per una bicapa lipídica. Les lamines A/C es troben a la capa interna, la làmina nuclear, formada per proteïnes nucleoplasmàtiques i transmembrana. Aquestes donen rigidesa al nucli a través de la seva estructura filamentosa. També es poden trobar a l'interior del nucli cel·lular, on podrien jugar un important paper en la regulació de l'activitat i l'expressió de certs gens, segons suggereixen alguns estudis.

## Gen LMNA
Les lamines són ensamblades de forma alternativa amb l'objectiu de crear múltiples isoformes (les distintes formes que pot adquirir una mateixa proteïna degudes principalment al polimorfisme de nucleòtid simple o SNP). El genoma dels mamíferses codifica 3 gens: LMNA, LMNB1 i LMNB2; els quals de forma col·lectiva expressen almenys set isoformes proteiques conegudes. El gen LMNA és el que té la informació necessària perquè la cèl·lula pugui sintetitzar quatre isoformes: les dues majoritàries (lamina A i lamina C) així com dues isoformes minoritàries que poden tenen un paper important com a possibles marcadores de diagnòstic de càncer de mama (lamina AΔ10 i lamina AΔ50). El LMNA es troba en el cromosoma 1 del genoma humà, en el braç llarg (q), concretament en la posició 22. Així doncs, la seva localització cromosòmica és 1q22.

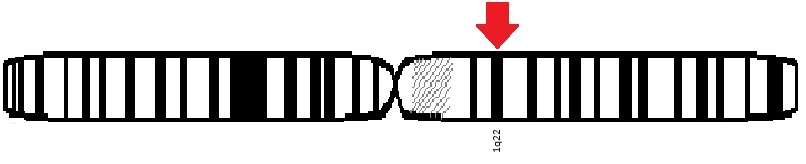
Localització del gen LMNA en el cromosoma 1.

## Estructura
La lamina A/C té una estructura tripartida, semblant a la de les altres lamines nuclears. Té dos dominis globulars, un N-terminal en un extrem i un C-terminal a l'altre, i una hèlix-α central. L'hèlix-α central correspon aproximadament a la meitat de la proteïna (uns 50 residus), i presenta un alt grau d'homologia amb les proteïnes de filament intermedi (IF) com, per exemple, les vitamines o queratines. El grup N-terminal és de mida variable, però acostuma a ser més curt en les proteïnes laminars que en les proteïnes de filament intermedi citosòliques, en les quals correspon a uns 40-100 residus. El grup C-terminal està compost per dos fulls β, un de 5 cadenes i un de 4. Comprèn un senyal de localització nuclear (NLS) i un domini Ig. El domini Ig de la lamina A/C és conegut com a subdomini L o lamina, ja que és diferent dels altres subtipus de domini Ig que han estat identificats.
La lamina A té, a més, una seqüència CAAX box en el domini C-terminal que comporta modificacions post-traduccionals en la lamina A. Es creu que les modificacions de la CAAX box estan implicades en la localització de la lamina A a la membrana nuclear interna i en l'establiment d'interaccions amb altres proteïnes. La lamina C té un domini C-terminal únic, format per sis aminoàcids i sense la seqüència CAAX box, com s'ha dit anteriroment.

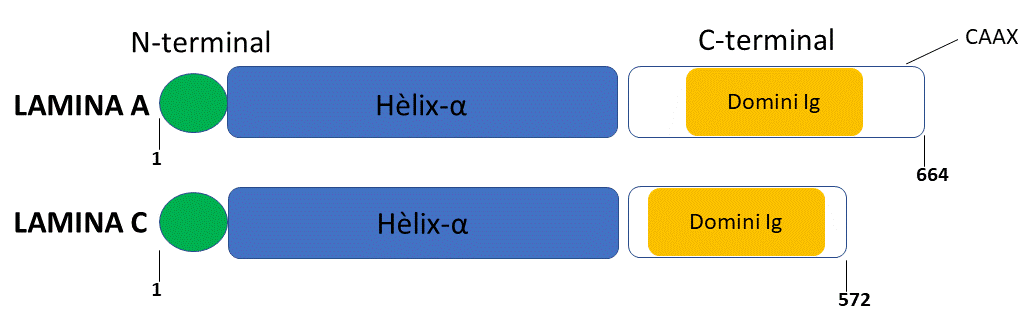
Estructura de la Lamina A i la Lamina C.

### Polimerització
Les lamines es polimeritzen gràcies al seu domini hèlix-α. En primer lloc formen dímers, compostos per dues lamines orientades en paral·lel, de manera que les dues hèlix-α i els grups C-terminal s'enrotllen un al voltant de l'altre. Es poden formar dímers entre lamines del mateix tipus o entre lamines de diferent tipus.
Aquests dímers s'agrupen posteriorment per formar tetràmers. Després formen protofilaments, filaments i finalment el reticle que constitueix la lamina nuclear.

## Síntesi i maduració
La proteïna lamina A, una vegada ha estat sintetitzada a partir del LMNA, ha de passar per una sèrie de processos abans d'anar a formar part de la làmina nuclear. La seva primera forma, just després de la traducció a partir del gen LMNA (i abans d'aquests processos), s'anomena prelamina A.
Un dels processos més importants en la maduració és el tallament de 18 aminoàcids de l'extrem carboxil. Aquest procés comença amb la isoprenilació d'una cisteïna de la seqüència CAAX. Llavors, es produeix l'acció proteolítica, és a dir, l'eliminació dels 18 aminoàcids de C-terminal. Seguidament es produeixen dues reaccions observades en regions CAAX d'altres proteïnes: l'eliminació de tres aminoàcids de l'extrem C-terminal i la posterior metilació del nou extrem carboxil. En aquest procés, la pre-lamina A és sotmesa també a reaccions de farnesilació (tipus de prenilació) i de carboximetilació, necessaris per convertir-la en lamina A. S'ha demostrat que en absència de la isoprenilació inicial, es bloqueja la conversió de pre-lamina A a lamina A, però que aquesta pre-lamina A és transportada igualment al nucli, on podria experimentar més endavant la maduració. Això suposa la presència dels enzims encarregats de la prenilació dins el propi nucli. Si aquest procés postraduccional no es pot produir de manera normal per culpa d'una mutació en el genoma, la lamina A no és del tot funcional i apareixen implicacions patològiques (cas de la síndrome de Hutchinson-Gilford). A part d'aquest pas en la maduració, n'hi ha molts d'altres que acabaran generant una lamina A d'uns 90 aminoàcids més que la lamina C.
Així doncs, els processos que patirà la lamina A per ser una proteïna madura i funcional són nombrosos i complexos; tanmateix, la lamina C té un procés de maduració molt menys complex, on s'hi pot distingir principalment la farnesilació de la CAAX box, que facilitarà la unió de la proteïna a la làmina nuclear. En general, però, la lamina C passa abans a formar part de la làmina nuclear.

## Funció
Donada la gran importància de la lamina A/C dins la làmina nuclear, les funcions d'ambdues estructures estan molt relacionades. La funció principal de la làmina nuclear és donar estabilitat mecànica i rigidesa a l'embolcall nuclear. Aquesta membrana és molt important, ja que regula l'intercanvi de molècules entre el citosol i el nucli. Per tant, és vital que la membrana nuclear funcioni de manera correcta.
S'ha comprovat que cèl·lules amb deficiència de lamina A/C tenen nuclis menys rígids i més fràgils, de manera que tenen més probabilitat d'apoptosi en cas d'estrès. També s'ha observat una proporció més alta de nuclis deformats en cèl·lules deficients en lamina A/C que en cèl·lules normals (això es veu a la imatge que es mostra més avall, en què es fa una comparatòria entre nuclis sans i nuclis afectats per una de les laminopaties). Per tant, s'ha arribat a la conclusió que sense lamina A/C l'embolcall nuclear no funciona correctament.
Altres funcions de la lamina A/C són: 
- Regular la transcripció en resposta a l'estimulació química i/o mecànica.[12]
- Regular l'expressió de certs gens.
- Intervenir en la reparació de DNA així com en la replicació del DNA.
- Exercir un paper important en l'organització de la cromatina i la dinàmica dels telòmers cromosòmics.[13]
- Impedir la inflitració de greixos de la medul·la òssia i del múscul.
- Desenvolupar correctament el sistema nerviós perifèric.

## Malalties relacionades (laminopaties)
Les mutacions en el gen que codifica la lamina A/C tenen una implicació patològica directa. Aquesta proteïna regula l'expressió gènica i interactua directament amb la cromatina. La lamina A/C defectuosa augmenta la sensibilitat mecànica cel·lular. Aquest gen afecta principalment a miopaties esquelètiques i cardíaques en relació al procés de transcripció del DNA.
Aquest tipus de patologies s'han investigat a nivell cel·lular a través de la mecanotransducció. D'una banda, es creu que les mutacions en el gen de la lamina provoquen fragilitat nuclear i possibles trencaments en el teixit nuclear. D'altra banda, s'està investigant sobre la possibilitat que l'origen de certes patologies relacionades amb aquest gen podrien tenir relació amb els teixits de la transcripció del DNA.
- Cardiomiopatia dilatada (DCM): Hi ha més de 60 gens relacionats amb aquesta malaltia, entre d'altres el gen LMNA E161K. La DCM presenta dilatacions anòmales dels dos ventricles del cor, així com una funció sistòlica reduïda. Els individus amb aquesta mutació presenten dilatacions al cor i funció reduïda (velocitat ventricular lenta), i s'han de fer trasplantaments cardíacs.[12]
- Distròfia muscular congènita per dèficit de lamina A/C (L-CMD): També coneguda com a distròfia muscular d'Emery-Dreifuss II, és una patologia que principalment afecta el teixit muscular, de manera que el múscul esquelètic i el cardíac tenen disfuncions importants en els afectats per la malaltia.[14] Té una causa genètica en mutacions puntuals en el gen LMNA, ja que el canvi d'una base nitrogenada deriva directament en el canvi d'un aminoàcid, i això pot provocar canvis en l'estructura de la proteïna, fent-la menys funcional. Fins fa poc, aquesta malaltia estava considerada una variant de la distròfia muscular d'Emery Dreifuss, ja que els símptomes en ambdós malalties són molt similars. Malgrat tot, ara es consideren dues malalties diferents, ja que la proteïna que causa el problema és diferent. En la distròfia muscular d'Emery-Dreifuss, el problema està en una mutació en el gen EMD, relacionat amb la síntesi de l'emerina (proteïna que també forma part de l'embolcall nuclear).

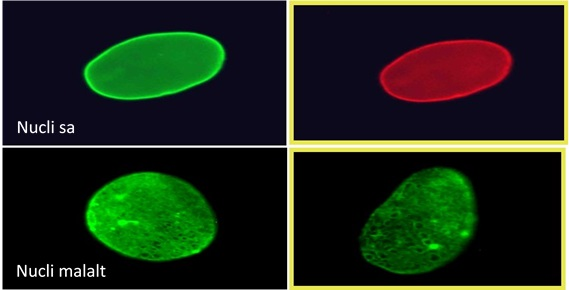
Les imatges són diferents nuclis cel·lulars. La fila de dalt és el control, i la de baix són nuclis malalts de L-CMD. Quan s'afegeixen anticossos específics, el nucli es tenyeix de verd en presència de la proteïna EMD, i de vermell en presència de lamines A/C. A la imatge de baix a l'esquerra, se li afegeixen els anticossos per EMD i queda tenyida de verd. Això vol dir que el nucli conté EMD. En canvi, quan s'afegeixen els anticossos per a lamines A/C, el nucli no es tenyeix de vermell. Això vol dir que no hi ha lamines o bé que les lamines presents no són correctes. A més a més, es pot observar que la forma del nucli control és molt més definida. (Imatges obtingudes per immunocitoquímica).

- Les imatges són diferents nuclis cel·lulars. La fila de dalt és el control, i la de baix són nuclis malalts de L-CMD. Quan s'afegeixen anticossos específics, el nucli es tenyeix de verd en presència de la proteïna EMD, i de vermell en presència de lamines A/C. A la imatge de baix a l'esquerra, se li afegeixen els anticossos per EMD i queda tenyida de verd. Això vol dir que el nucli conté EMD. En canvi, quan s'afegeixen els anticossos per a lamines A/C, el nucli no es tenyeix de vermell. Això vol dir que no hi ha lamines o bé que les lamines presents no són correctes. A més a més, es pot observar que la forma del nucli control és molt més definida. (Imatges obtingudes per immunocitoquímica).Síndrome de Progèria de Hutchinson-Gilford: (nota: traducció de l'article en anglès "LMNA") En aquesta malaltia, el pas final del processament de laminació no es produeix i, per tant, hi ha acumulació de farnesil-prelamina A. Hi ha una deleció de 50 aminoàcids (del 607 al 656), de manera que la segona divisió endoproteolítica no pot dur-se a terme.[15] Per tant, no es forma la lamina A i la progerina (farnesil mutant) s'acumula a les cèl·lules. A més, com que afecta a la cromatina, les persones que tenen aquesta síndrome no reparen bé l'ADN de les seves cèl·lules, ja que la doble hèlix s'ha trencat. Simptomàticament, els pacients amb aquesta patologia envelleixen abans d'hora i afecta a molts tipus diferents de teixits i òrgans.

Altres malalties associades al gen LMNA:
- Lipodistrògia parcial familiar
- Malaltia de Charcot-Marie-Tooth
- Dermopatia restrictiva

### Lamina A/C com a marcador tumoral
Les variants d'ensamblatge alternatives de la lamina A/C (lamina A, lamina C, lamina AΔ10 i lamina AΔ50) han estat implicades, segons diversos estudis, en la regulació del cicle cel·lular, la replicació de DNA, la ragulació de la transcripció, la diferenciació cel·lular i, fins i tot, la apoptosi i l'envelliment. A més a més, la pèrdua sistemàtica de la lamina A/C ha estat observada en nombrosos casos de càncer, incloent també el càncer de mama. Així mateix, s'ha trobat que la supressió de la lamina A/C pot esdevenir aberracions canceroses en la morfologia nuclear i aneuploidies.
Recents estudis han trobat que l'expressió en el nivell de lamina C havia augmentat de manera considerable en el tumor de mama; tanmateix, l'expressió en els nivells de lamina A i lamina AΔ50 havien minvat significativament. Les dades resultants dels estudis indicaven també que la proporció lamina C: lamina A mRNA estava augmentada en tots els estadis clínics del càncer de mama. Per tant, aquesta proporció lamina C : lamina A mRNA pot funcionar com a marcador en el diagnòstic del càncer de mama en tots els estadis clínics i, possiblement, en altres tipus de càncer.